# Malisa Longo
Malisa Longo (ur. 13 lipca 1950 w Wenecji) – włoska aktorka filmowa, dziennikarka, pisarka, malarka i modelka, określana mianem symbolu seksu (szczególnie w latach 70. XX wieku). Jedyna aktorka z Europy, która zagrała u boku Bruce'a Lee.
W wieku 17 lat zaczęła podróżować autostopem, zatrzymując się na dłużej w Mediolanie, gdzie podjęła pracę w dyskotece jako tancerka go-go. Następnie przeprowadziła się do Rzymu, gdzie tańczyła w klubie Piper. W stolicy Włoch stawiała pierwsze kroki w przemyśle rozrywkowym: pracowała jako modelka, jak również występowała w licznych reklamach. Pierwsze kroki w świecie sztuki stawiała jako poetka i malarka w rodzinnej Wenecji podczas tamtejszego Biennale w 1968 roku. Wzięła udział w konkursie Miss Italia 1970, zajmując drugie miejsce w kategorii Miss Cinema. W międzyczasie została zauważona przez ludzi z branży filmowej, rozpoczynając przygodę z aktorstwem. Zagrała w ponad 70 filmach, u boku takich aktorów jak: Ben Gazzara, Arthur Kennedy, Bruce Lee i Christopher Mitchum. Wśród filmów, w których wystąpiła były obrazy wyreżyserowane przez takie sławy kina jak: Federico Fellini, Terence Young czy Tinto Brass. Zdecydowanie największą sławę przyniosła jej drugoplanowa rola w filmie Droga smoka z 1972 roku, która jednocześnie otworzyła jej drogę do kariery. Zagrała wówczas włoską piękność, która mruga okiem do Bruce'a Lee na Piazza Navona w Rzymie, po czym oboje udają się do pokoju hotelowego. Mistrz sztuk walk wypróbowuje kilka ruchów przed lustrem, po czym olśniewająca Malisa wychodzi z łazienki. Onieśmielony jej urodą Bruce Lee otwiera drzwi i ucieka po schodach hotelu.
Pod koniec lat 90. XX wieku przestała grać w filmach, koncentrując się na pracy dziennikarki i pisarki. Okazjonalnie tworzyła także poezję. Na przełomie XX i XX wieku napisała ponad 400 artykułów o różnorodnej tematyce. W 2000 roku zadebiutowała jako pisarka autobiograficzną powieścią erotyczną Cosi' come sono (pol. Taka, jaka jestem) z przedmową Tinto Brassa, włoskiego reżysera. Powieść jest poświęcona jej realcjom intymnym oraz karierze zawodowej, przy czym imiona postaci zostały zmienione, a w niektórych sytuacjach autorka wykorzystała artystyczną ekspresję. W kolejnych latach opublikowała kolejne powieści: Aggiungi un seggio al tavola. Politica e curiosità culinarie(2005; zbiór czterdziestu wywiadów ze znanymi politykami na temat ich kulinarnych upodobań i stosunku do jedzenia) i Vita di Elisa (2013). Opublikowała także dwa zbiory poezji: Il cantico del corpo (2002) oraz Appunti dell'anima (2013). 
Malisa Longo mieszka i pracuje w Rzymie. Jej mężem jest Riccardo Billi, producent filmowy.

## Wybrana filmografia

### Filmy fabularne
- 1968
  - Nude... si muore, reżyseria: Antonio Margheriti
- 1969
  - Zorro marchese di Navarra, reżyseria: Franco Montemurro
  - Le francesi si confessano (À propos de la femme), reżyseria: Claude Pierson
  - Jedna na drugiej (Una sull'altra), reżyseria Lucio Fulci
  - Dziewzyna raczej skomplikowana (Una ragazza piuttosto complicata), reżyseria: Damiano Damiani
- 1970
  - Il trapianto, reżyseria: Steno
  - Edipeon, reżyseria Lorenzo Artale
  - La banda de los tres crisantemos, reżyseria: Ignacio F. Iquino
  - Dziewczyna o imieniu Juliusz (La ragazza di nome Giulio), reżyseria Tonino Valerii
  - Ancora dollari per i MacGregor, reżyseria José Luis Merino
  - No desearás al vecino del quinto, reżyseria Ramón Fernández
  - Transplantacja mózgu (film 1970) (Trasplante de un cerebro), reżyseria Juan Logar
- 1971
  - Zorro, il cavaliere della vendetta, reżyseria: José Luis Merino
  - Io Cristiana studentessa degli scandali, reżyseria: Sergio Bergonzelli
  - Skandal w Rzymie (Roma bene), reżyseria: Carlo Lizzani
  - Ślepiec (Blindman), reżyseria: Ferdinando Baldi
- 1972
  - Beffe, licenzie et amori del Decamerone segreto, reżyseria: Giuseppe Vari
  - Decameron proibitissimo (Boccaccio mio statte zitto), reżyseria: Marino Girolami
  - Il Decamerone proibito, reżyseria: Carlo Infascelli, Antonio Racioppi
  - La bella Antonia, prima monica e poi dimonia, reeżyseria: Mariano Laurenti
  - Le mille e una notte all'italiana, reżyseria: Carlo Infascelli, Antonio Racioppi
  - Afyon - Oppio, reżyseria: Ferdinando Baldi
  - I bandoleros della dodicesima ora, reżyseria: Alfonso Balcázar
  - Droga smoka (Meng long guo jiang), reżyseria: Bruce Lee
- 1973
  - Un tipo con una faccia strana ti cerca per ucciderti, reżyseria: Tulio Demicheli
  - Rico, reżyseria: Tulio Demicheli
  - Prenez la queue comme tout le monde, reżyseria: Jean-François Davy
  - C'era una volta questo pazzo, pazzo, pazzo West, reżyseria: Vincenzo Matassi
- 1974
  - Le guerriere dal seno nudo, reżyseria: Terence Young
  - Adolescenza perversa (fr. Adolescence pervertie), reżyseria: José Bénazéraf
  - Come divenni primo ministro (fr. Q), reżyseria: Jean-François Davy
  - Il domestico, reżyseria: Luigi Filippo D'Amico
  - Superuomini, superdonne, superbotte, reżyseria: Alfonso Brescia
- 1975
  - Amori, letti e tradimenti, reżyseria: Alfonso Brescia
  - Zanna Bianca e il cacciatore solitario, reżyseria: Alfonso Brescia
  - The Erotic Adventures of Robinson Crusoe (Afrika erotika), reżyseria: Ken Dixon, Fabio Piccioni
  - Giochi erotici di una famiglia per bene, reżyseria: Francesco degli Espinosa
- 1976
  - Salon Kitty, reżyseria: Tinto Brass
  - Taxi Love, servizio per signora, regia di Sergio Bergonzelli
  - L'adolescente, reżyseria: Alfonso Brescia
  - C'è una spia nel mio letto, reżyseria: Claudio Giorgi
  - Emmanuelle bianca e nera, reżyseria: Mario Pinzauti
  - Mark colpisce ancora, reżyseria: Stelvio Massi
  - A.A.A. cercasi spia... disposta spiare per conto spie, reżyseria: Luigi Petrini
- 1977
  - Cosmo 2000 - Battaglie negli spazi stellari, reżyseria: Alfonso Brescia
  - La calda bestia di Spilberg (Helga, la louve de Stilberg), reżyseria: Alain Payet
  - El macho, reżyseria: Marcello Andrei
  - Elsa Fräulein SS (Fraulein Kitty), reżyseria Patrice Rhomm
  - California, reżyseria: Michele Lupo
  - Anno zero - Guerra nello spazio, reżyseria: Alfonso Brescia
- 1978
  - La guerra dei robot, regia di Alfonso Brescia
  - Cosmo 2000 - Battaglie negli spazi stellari, reżyseria: Alfonso Brescia
- 1979
  - Il mammasantissima, reżyseria: Alfonso Brescia
  - Sette uomini d'oro nello spazio, reżyseria: Alfonso Brescia
- 1980
  - Żelazna ręka mafii (Mafia - Una legge che non perdona), reżyseria: Roberto Girometti
  - La mondana nuda, reżyseria: Sergio Bergonzelli
  - Miasto kobiet (La città delle donne), reżyseria: Federico Fellini
  - La dottoressa ci sta col colonnello, reżyseria: Michele Massimo Tarantini
- 1982
  - Niepokonany barbardzyńca (Gunan il guerriero), reżyseria Franco Prosperi
- 1983
  - Thor zdobywca (Thor il conquistatore), reżyseria: Tonino Ricci
- 1985
  - Carabinieri si nasce, reżyseria: Mariano Laurenti
  - Miranda, reżyseria: Tinto Brass
- 1986
- Senza vergogna, reżyseria: Gianni Siragusa
- 1987
  - Urban Warriors, reżyseria: Giuseppe Vari
- 1988
  - I frati rossi, reżyseria: Gianni Martucci
  - Snack Bar Budapest, reżyseria: Tinto Brass
- 1989
  - La signora dell'Orient Express, reżyseria: Franco Lo Cascio
- 1990
  - Pierino torna a scuola, reżyseria: Mariano Laurenti
  - Kot w mózgu (Un gatto nel cervello), reżyseria: Lucio Fulci
- 1991
  - Classe di ferro – serial telewizyjny, odcinek: Quelli della tigre
- 1992
  - L'uovo del cuculo – film krótkometrażowy, reżyseria Ernesto Gastaldi
- 1997
  - Inquietudine – film telewizyjny, reżyseria Gianni Siragusa

### Filmy dokumentalne
- 1999
  - Joe D'Amato Totally Uncut, reżyseria: Roger A. Fratter
- 2008
  - Paura: Lucio Fulci Remembered - Volume 1, reżyseria: Mike Baronas
  - L'urlo di Chen terrorizza ancora l'occidente - Dragonland, reżyseria: Lorenzo De Luca
- 2009
  - Bruce Lee: In Pursuit of the Dragon, reżyseria: John Little
- 2019
  - Fascism on a Thread: The Strange Story of Nazisploitation, reżyseria: Naomi Holwill
  - George Hilton - The World Belongs to the Daring, reżyseria: Daniel Camargo
- 2024
  - When in Rome: The Making of the Way of the Dragon, reżyseria: Carl Fox

## Powieści
- Cosi' come sono (pol. Taka, jaka jestem), 2000[6]
- Aggiungi un seggio al tavola. Politica e curiosità culinarie, 2005[7]
- Vita di Elisa (2013)[8]

## Zbiory poetyckie
- Il cantico del corpo (2002)[9]
- Appunti dell'anima (2013)[10].